# Pandemia de COVID-19 en Australia
La pandemia de COVID-19 en Australia formó parte de la pandemia mundial de la enfermedad por coronavirus 2019 (COVID-19) causada por el coronavirus 2 del síndrome respiratorio agudo severo (SARS-CoV-2). Inició el 25 de enero de 2020 en Melbourne, Victoria. Un hombre que regresó de Wuhan, China, dio positivo por COVID-19.
El 20 de marzo Australia cerró todas sus fronteras a los extranjeros. El 21 de marzo el gobierno impuso las normas de distanciamiento social y los gobiernos estatales comenzaron a cerrar servicios "no esenciales" de reunión social, como pubs y clubes. Pero a diferencia de muchos otros países, los servicios esenciales no incluían la mayoría de las operaciones comerciales como la construcción, la fabricación y muchas categorías de venta minorista.
El número de casos nuevos inicialmente creció drásticamente, luego, alrededor del 22 de marzo, se estabilizó en aproximadamente 350 por día, y comenzó a caer a principios de abril a menos de 20 casos por día a finales del mes. Una segunda ola de contagios en Victoria, que se atribuyó a un brote en un hotel de Melbourne utilizado para poner en aislamiento a las llegadas internacionales, surgió durante el período de mayo a junio. La segunda ola fue mucho más extendida y mortal que la primera; en su apogeo, el estado tenía más de 7000 casos activos. La ola terminó el 26 de octubre con cero casos activos registrados.
En comparación con otros países occidentales, especialmente Estados Unidos y los países europeos, el control de la pandemia en Australia ha sido elogiado por su efectividad y reacciones rápidas, aunque hubo algunas críticas por el exceso de confianza después del segundo brote.
Hasta el 21 de febrero de 2022, se contabiliza la cifra de 3,049,564 casos confirmados 4,929 fallecidos y 2,812,038 pacientes recuperados del virus.
En septiembre de 2022, el Gobierno australiano declaró «finalizada» la respuesta de emergencia.

## Cronología

### Enero 2020
El 23 de enero, los funcionarios de bioseguridad comenzaron a evaluar las llegadas en vuelos desde Wuhan a Sídney. Los pasajeros recibían una planilla de información y se les pidió que en todo caso reportaran si tenían síntomas combatibles con COVID-19.
El 25 de enero, se confirmó el primer caso en Australia y Oceanía, de un ciudadano chino que regresó de Wuhan el 19 de enero, que posteriormente recibió tratamiento en Melbourne. El mismo día, otros tres pacientes dieron positivo en Sídney después de regresar de Wuhan.
Nueve casos más fueron registrados en enero. A partir del 31 de enero, se exigió a los extranjeros que regresaran de China que pasaran una quincena en un tercer país antes de poder ingresar a Australia.

### Febrero 2020
Para el 6 de febrero, tres miembros que regresaron de un grupo de turistas en Wuhan dieron positivo de COVID-19 en Queensland.
El 22 de febrero, veinticuatro pasajeros australianos evacuados del crucero Diamond Princess dieron positivo y ocho fueron enviados a Darwin durante dos semanas de aislamiento. De los repatriados del crucero, se confirmaron casos en Queensland (3), Australia del Sur (1), Victoria (4), Australia Occidental (2, de los cuales uno murió el 1 de marzo).
El 27 de febrero, el primer ministro, Scott Morrison, activó el Plan de respuesta de emergencia del sector de la salud de Australia para el nuevo coronavirus (COVID-19),  indicando que la rápida propagación del virus fuera de China había llevado al gobierno a elevar su respuesta.
El 29 de febrero, después de un caso en Queensland de una persona infectada que regresó de Irán a Australia, el gobierno extendió la cuarentena estricta a las personas que habían estado en Irán, exigiéndoles que pasen una quincena en un tercer país antes de ingresar a Australia. Hubo 14 casos nuevos en febrero, lo que elevó el número de casos a 23.[cita requerida]

### Marzo 2020

#### Semana 1

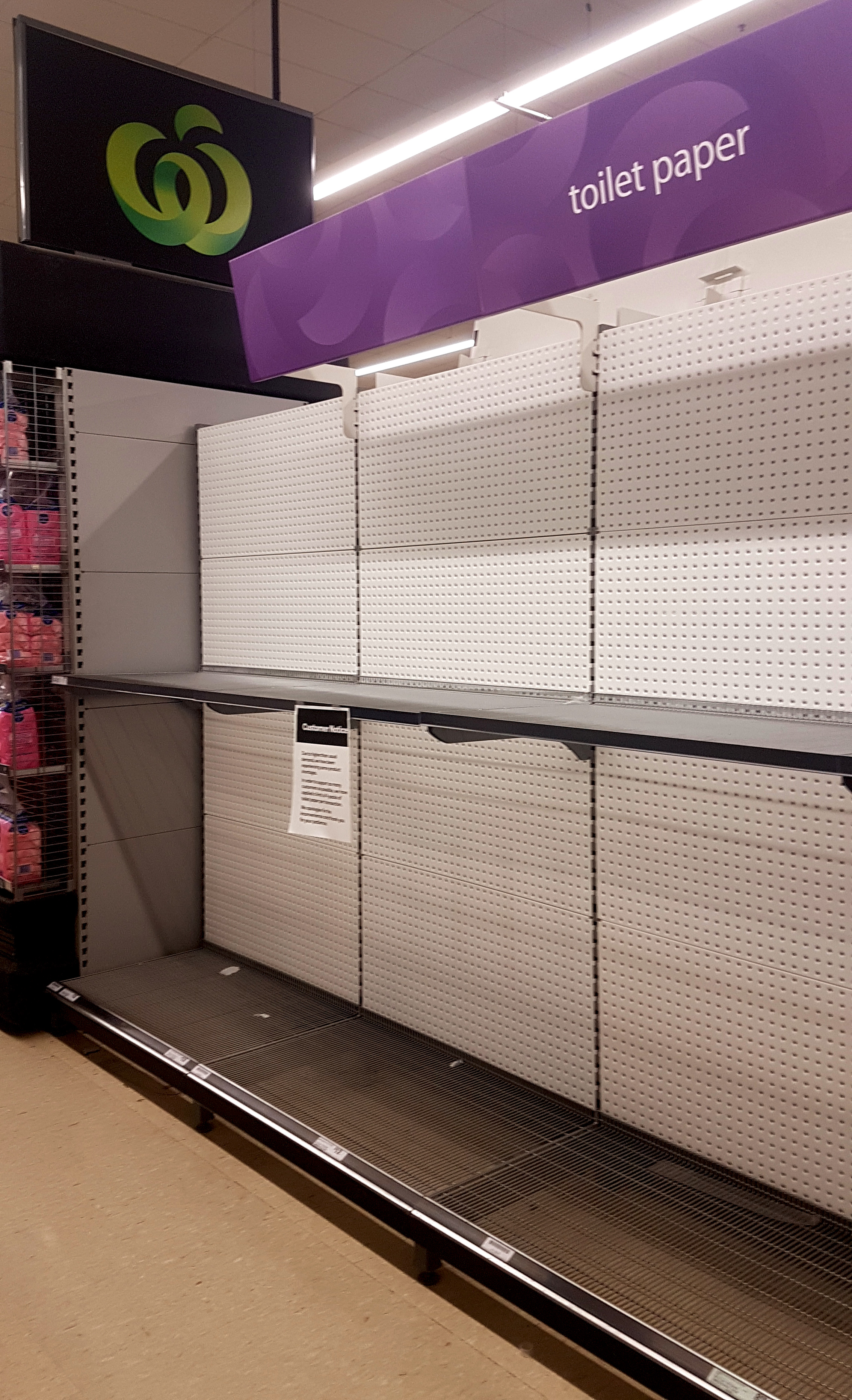
El brote de COVID-19 resultó en una compra de pánico, lo que llevó a estantes vacíos el 4 de marzo de 2020 en el suburbio de Paralowie en Adelaida.

El 1 de marzo, Australia confirmó la primera muerte de COVID-19, de un hombre de la ciudad de Perth de 78 años, que era uno de los pasajeros del Diamond Princess, y que había sido evacuado y estaba siendo tratado en Australia Occidental.
El 2 de marzo se notificaron cuatro nuevos casos, de los cuales 2 fueron los primeros casos de transmisión comunitaria del virus. Estos dos casos fueron adquiridos en Australia, mientras que todos los demás casos anteriores fueron importados de otros países. Los dos casos fueron en Nueva Gales del Sur, uno fue adquirido de un pariente cercano y el otro era un trabajador de la salud en el oeste de Sídney. Otro caso confirmado fue el de un hombre de 40 años de Launceston que regresó el 29 de febrero de un vuelo que salió de Melbourne y aterrizó en Launceston el mismo día. Fue tratado en el Hospital General de Launceston, convirtiéndose en el primer caso confirmado de Tasmania.
El 4 de marzo, se confirmó una segunda muerte de una mujer de 95 años que estaba en un geriátrico de Sídney.
El 7 de marzo, la ministra victoriana de Salud, Jenny Mikakos, confirmó durante una conferencia de prensa que un médico en Victoria había dado positivo por COVID-19. El médico de unos 70 años había regresado a Australia desde los Estados Unidos el 29 de febrero. Del 2 al 6 de marzo, el médico había consultado aproximadamente a 70 pacientes en la Clínica Toorak en Melbourne y a dos pacientes en un geriátrico. La clínica cerró durante el fin de semana y contactó a los pacientes para que se aislaran. Los funcionarios de salud trataron de notificar a los pasajeros de los vuelos que tomó del médico. El médico creía que solo tenía un resfriado leve y estaba en condiciones de regresar al trabajo, respondiendo al ministro por sus comentarios.

#### Semana 2

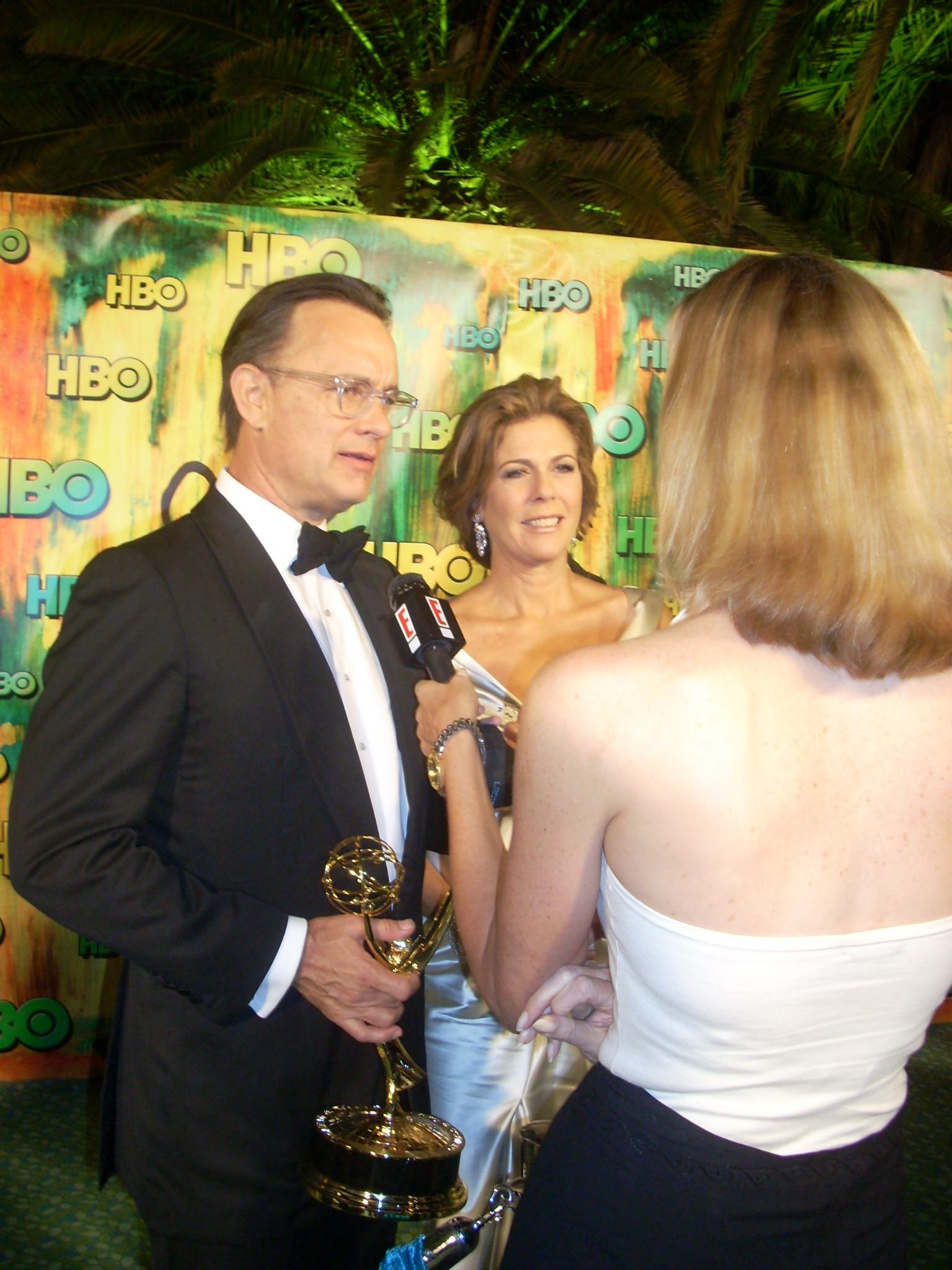
Tom Hanks y Rita Wilson llegaron a los titulares internacionales en marzo de 2020 después de dar positivo con COVID-19 en Queensland.

El 8 de marzo, un hombre de 82 años murió convirtiéndose en la segunda muerte en el geriátrico Dorothy Henderson Lodge y la tercera muerte en el país.
El 9 de marzo, el director de Carey Baptist Grammar confirmó que una entrenadora del campus de Kew estaba infectada con el virus. Se confirmó que la entrenadora, de unos 50 años, era compañera de una persona que estaba en el mismo vuelo desde los Estados Unidos en el que se encontraba el médico de cabecera de la Clínica Toorak. En total se confirmaron 3 nuevos casos en Victoria.
El 11 de marzo, el jefe del Museo de Arte Antiguo y Nuevo (MONA), David Walsh, canceló el festival de arte de invierno Dark Mofo. En una declaración, David Walsh declaró: "Sé que (la cancelación) afectará un entorno turístico ya devastado, pero siento que no tengo otra opción".
El 12 de marzo, el Territorio de la Capital Australiana confirmó su primer caso, de un hombre de unos 30 años, llevando el total de casos a 142 en Australia. El actor Tom Hanks y su esposa Rita Wilson confirmaron que habían dado positivo y estaban aislados.
Más tarde ese día, el primer ministro dio a conocer un paquete de estímulo inicial de $ 17,6 mil millones para "proteger la salud de los australianos, asegurar empleos y hacer que la economía se recupere" de la crisis. El ministro de salud de Australia Occidental, Roger Cook, informó al público que el Departamento de Salud de Australia Occidental pospuso las actualizaciones en el campus de Peel Health hasta el 1 de octubre de 2020 para atender a los pacientes con el virus.
Victoria confirmó 9 casos nuevos, de los cuales uno fue el primer caso de contacto estrecho en el estado. Un miembro del equipo McLaren de Fórmula 1 en el Gran Premio de Australia dio positivo por el virus. Esto llevó el total victoriano a 36 casos y el total nacional a 175. Peter Dutton, ministro del Interior de Australia, fue diagnosticado con COVID-19 en Queensland. El gobierno victoriano declaró la suspensión de todos los juicios con jurado para limitar la propagación del virus.

#### Semana 3

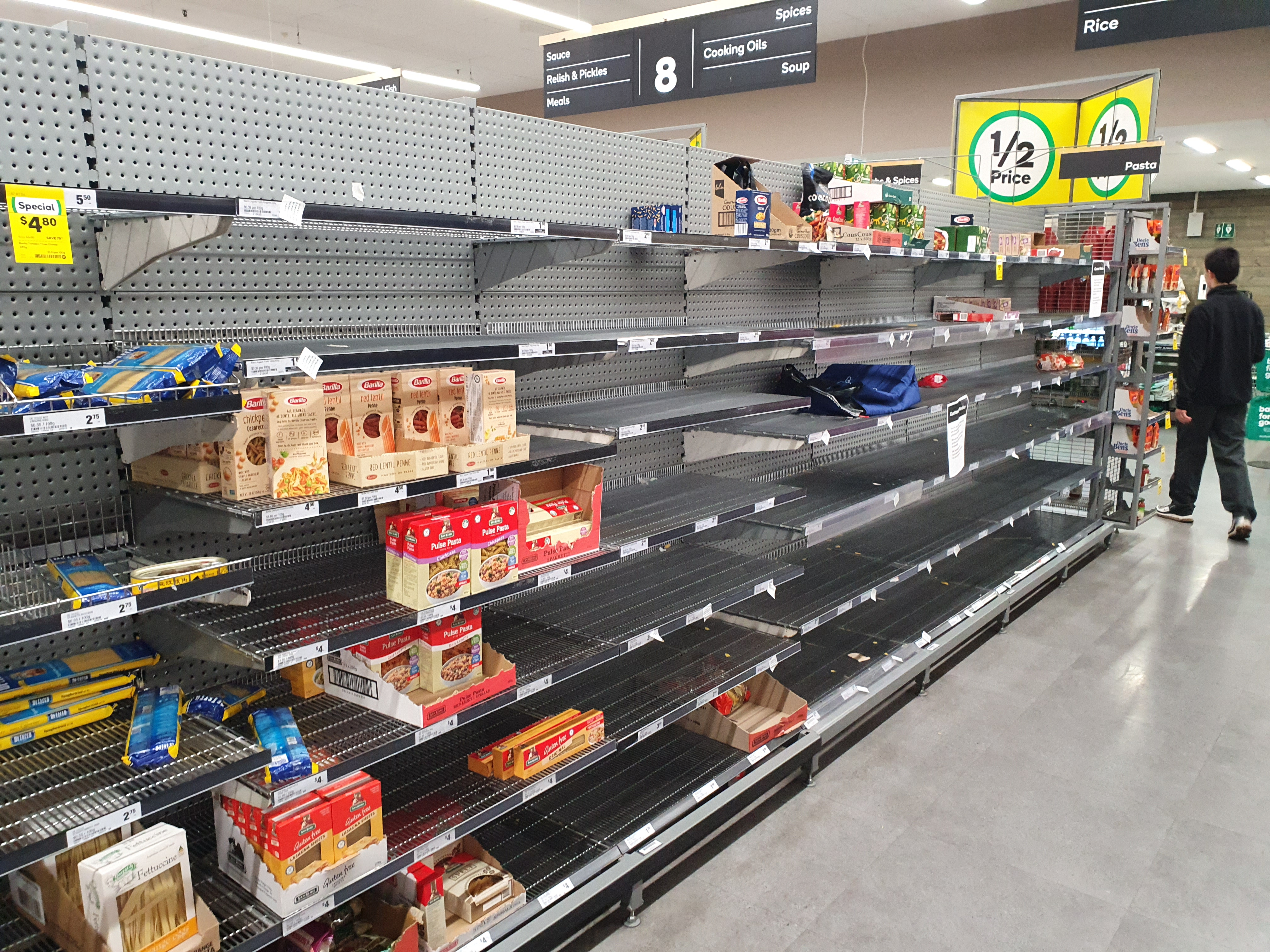
Escasez de alimentos no perecederos en un supermercado de Melbourne.

El 10 de marzo, el primer ministro de Victoria, Daniel Andrews, advirtió a los habitantes de Victoria que esperaran "medidas extremas" a raíz de que el gobierno federal actualizara los consejos de viaje para Italia. Esto incluyó cancelar eventos deportivos importantes, exigir que sectores económicos enteros trabajen desde casa y llamar a los profesionales de la salud recientemente jubilados para que regresen al trabajo.
El 16 de marzo, Daniel Andrews declaró el estado de emergencia hasta el 13 de abril. Posteriormente se prorrogó el estado de emergencia.[cita requerida]
La Universidad de Queensland se clausuró después de que tres estudiantes dieran positivo para el virus. Australia Occidental introdujo medidas similares a las de Nueva Gales del Sur, evitando que las escuelas organicen reuniones de más de 500 personas. Susan McDonald, una senadora de Queensland, confirmó que estaba infectada con el virus. El senador liberal de Nueva Gales del Sur, Andrew Bragg, fue el tercer político australiano en dar positivo. El 18 de marzo, el Gobernador General, David Hurley, declaró una emergencia de bioseguridad humana, de conformidad con la Sección 475 de la Ley de Bioseguridad de 2015.
El crucero Ovation of the Seas atracó en Sídney el 18 de marzo y descargó a unos 3500 pasajeros. El 1 de abril, 79 pasajeros habían dado positivo al virus. Voyager of the Seas también atracó el 18 de marzo. El 2 de abril, 34 pasajeros y 5 miembros de la tripulación dieron positivo para el virus en Nueva Gales del Sur. Celebrity Solstice atracó el 19 de marzo. El 2 de abril, 11 casos habían dado positivo para el virus en Nueva Gales del Sur.
El crucero Ruby Princess descargó 2700 pasajeros en Sídney el 19 de marzo. El 20 de marzo se anunció que tres de los 13 pasajeros habían dado positivo. Las autoridades sanitarias de Nueva Gales del Sur pidieron a todos los pasajeros que se aislaran.
También, el 19 de marzo, Qantas suspendió alrededor del 60% de los vuelos nacionales, puso a dos tercios de sus empleados en licencia, suspendió todos los vuelos internacionales y aterrizó más de 150 de sus aviones desde finales de marzo hasta al menos el 31 de mayo de 2020 después de las restricciones de viaje gubernamentales ampliadas en respuesta a la COVID-19.
El 22 de marzo, el gobierno anunció un segundo paquete de estímulo de A $66 mil millones, aumentando la cantidad del paquete financiero total ofrecido a A $89 mil millones. Esto incluyó varias medidas nuevas; más notablemente una duplicación del apoyo a los ingresos y criterios de elegibilidad relajados para las personas que reciben subsidio de empleo y subsidios de hasta A $ 100,000 para pequeñas y medianas empresas.

#### Semana 4
El 24 de marzo, un pasajero del Ruby Princess  murió y 133 pasajeros del barco dieron positivo. El 28 de marzo, otros 284 pasajeros dieron positivo.
El 25 de marzo, el primer ministro, Scott Morrison, estableció la Comisión Nacional de Coordinación COVID-19 (NCCC), como órgano consultivo estratégico para la respuesta nacional a la pandemia.  El papel de la NCCC incluye proporcionar asesoramiento sobre asociaciones público-privadas y coordinación para mitigar los impactos sociales y económicos de la pandemia.

#### Semana 5
Hubo una reducción de nuevos casos a fines de marzo, de alrededor de 360 por día durante el período del 23 al 27 de marzo, luego a 190 el 28 de marzo y 100 el 29 de marzo. Sin embargo, hubo un aumento esperado y repentino de muertes cerca de finales de marzo a medida que Australia avanzaba en la curva epidemiológica.
El crucero Artania atracó en Fremantle el 27 de marzo. La mayoría de los 850 pasajeros viajaron desde Perth a Alemania del 28 al 29 de marzo. 41 pasajeros y tripulantes dieron positivo a la COVID-19 y fueron tratados en hospitales de Perth. Cuando el crucero partió el 18 de abril, 79 de los 541 casos de Australia Occidental eran pasajeros y tripulantes del Artania, con una muerte reconocida como miembro de la tripulación de Filipinas.
Al 30 de marzo, al menos 440 pasajeros (211 en Nueva Gales del Sur, 71 en Australia del Sur, 70 en Queensland, 43 en Australia Occidental, 22 en el Territorio de la Capital Australiana, 18 en Victoria, tres en Tasmania y dos en el Territorio del Norte ) del Ruby Princess había dado positivo por el virus. Al 31 de marzo de 2020, 5 de ellos habían muerto, 1 en el Territorio de la Capital Australiana, 2 en Tasmania, 1 en Nueva Gales del Sur y 1 en Queensland.
El mismo día, el gobierno australiano anunció su mayor paquete de apoyo económico en respuesta a la crisis, un programa de subsidio salarial "JobKeeper" de $130 mil millones. El programa JobKeeper pagaría a los empleadores hasta $1500 por quincena por empleado a tiempo completo, a tiempo parcial o eventual que haya trabajado para ese negocio durante más de un año, si el negocio cumplía con los criterios que implican una pérdida de rotación como resultado de la pandemia.
En la noche del 31 de marzo, seis manipuladores de equipaje del aeropuerto de Adelaida dieron positivo. Como resultado, se requirió que hasta 100 empleados del aeropuerto se aislaran, lo que provocó la cancelación de vuelos hacia y desde Adelaida.

### Abril 2020

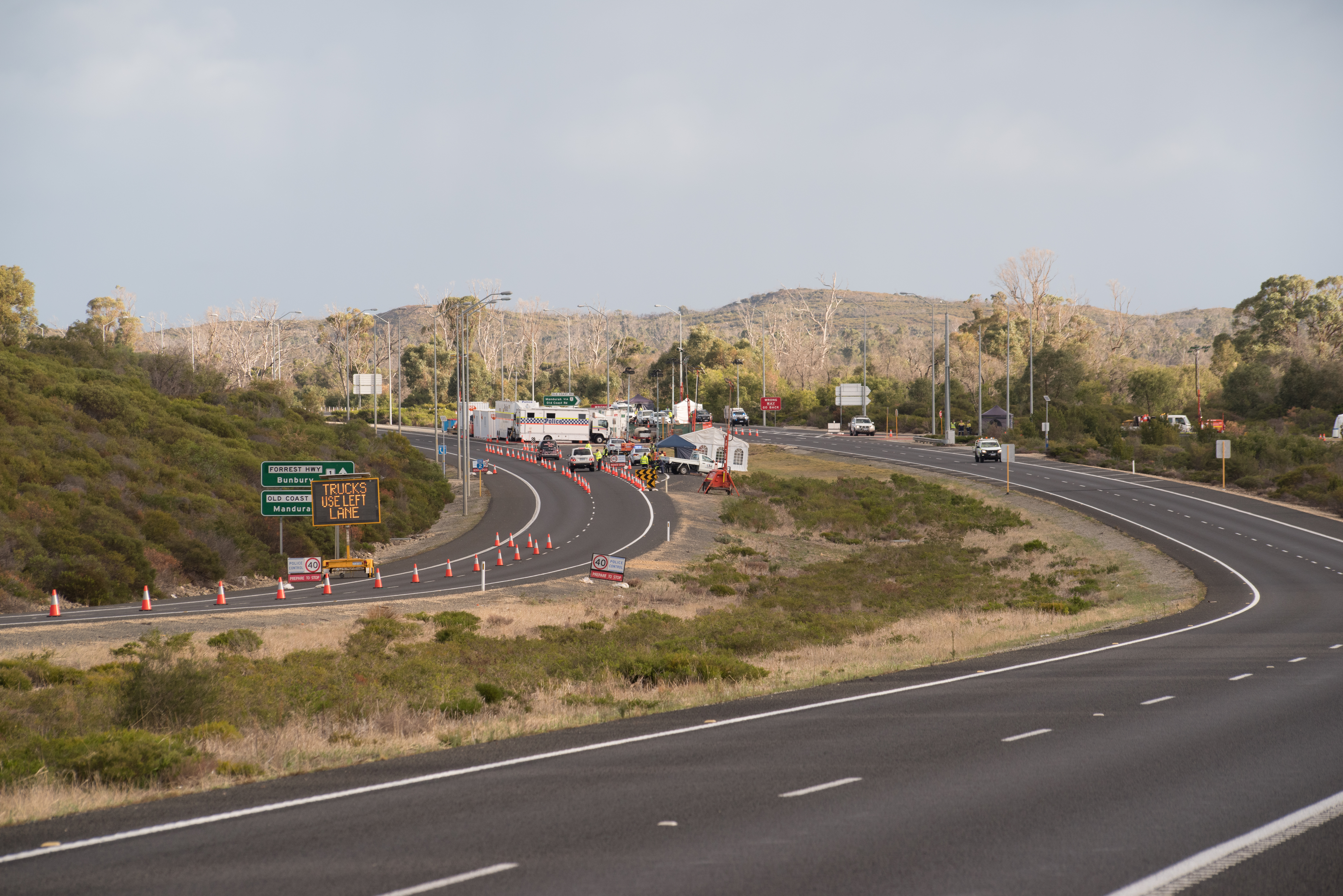
Carretera Forrest, punto de control de la región de Perth-Peel para ingresar a la región suroeste.

El 1 de abril, el Gobierno del Estado de Australia Occidental introdujo restricciones de viaje dentro del estado, limitando los movimientos entre las regiones de Australia Occidental. 
El 2 de abril, el número de casos en Victoria superó los 1000, incluidos más de 100 trabajadores de la salud. 
El 5 de abril, la policía de Nueva Gales del Sur inició una investigación penal sobre si el operador de Ruby Princess, Carnival Australia, violó la Ley de Bioseguridad de 2015 (Cwth) y las leyes estatales de Nueva Gales del Sur al ocultar deliberadamente los casos de COVID-19. 

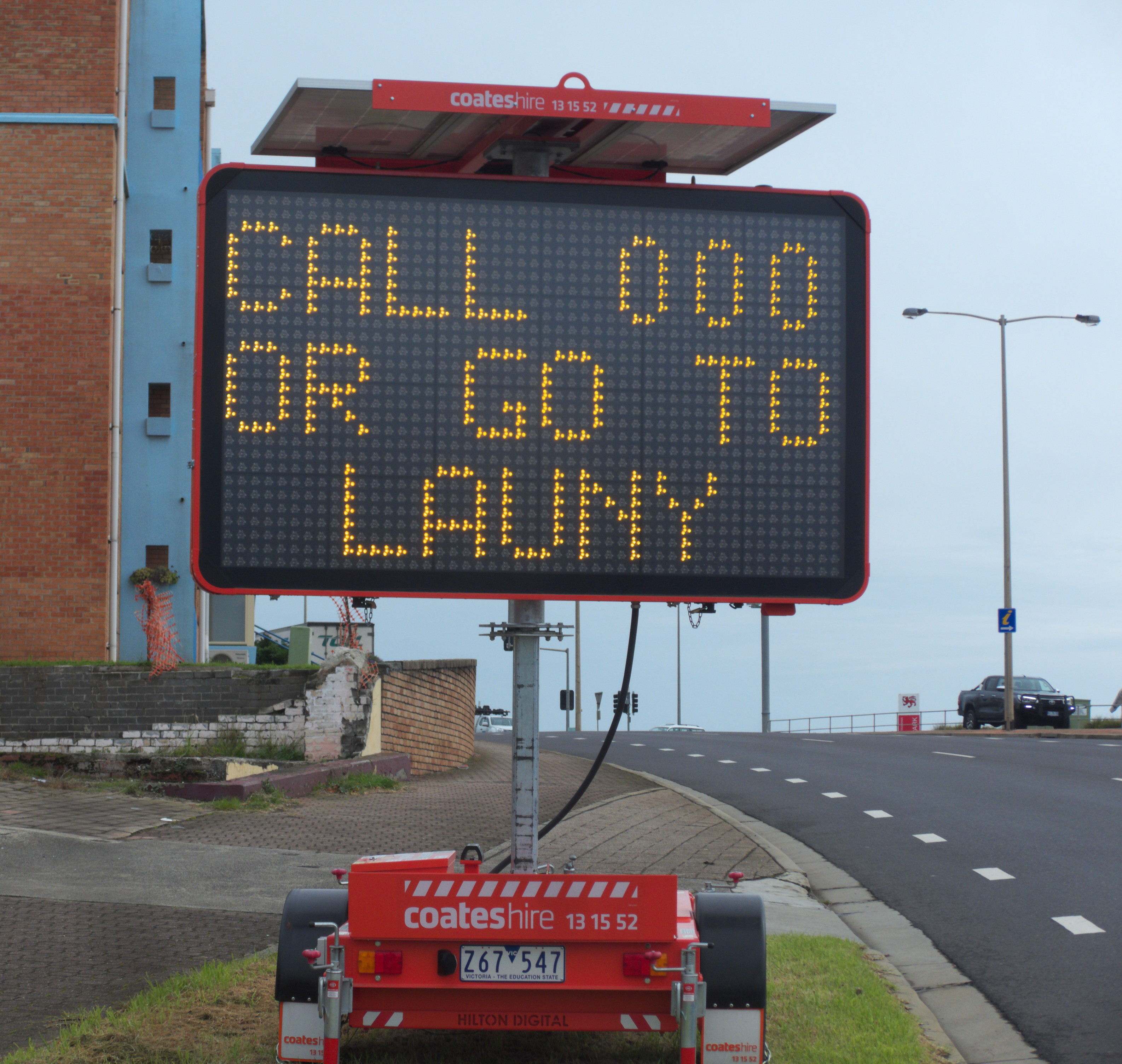
Asesoramiento hospitalario en el noroeste de Tasmania.

El 6 de abril, el Departamento de Salud informo 2432 recuperaciones, esto fue más de un tercio del número oficial reportado hasta ese día. El Director Adjunto de Medicina, Paul Kelly, afirmó: "Creo que es importante, en primer lugar, realmente reforzar el mensaje, que es cierto, que la mayoría de las personas que contraen esta enfermedad pueden recuperarse ". El día anterior, a las tres de la tarde, se anunció que 2315 de los 5687 casos confirmados de coronavirus se habían recuperado. 
El 11 de abril, la organización benéfica Anglicare fue informada de un brote en su asilo de ancianos de Newmarch House en Caddens, Nueva Gales del Sur. El 14 de abril, el brote se relacionó con un miembro del personal infectado con síntomas menores, pero que asistió al trabajo durante seis turnos. Diez residentes y otros cinco miembros del personal dieron positivo por coronavirus. Los días 27 y 28 de abril, cuatro residentes de la casa murieron en menos de 24 horas, lo que elevó a 11 el número de residentes que habían muerto por COVID-19 desde el 11 de abril. Hasta el 9 de mayo, hubo 69 casos COVID-19 vinculados a la instalación, 32 empleados y 37 residentes. 17 residentes habían muerto por COVID-19.
El 13 de abril, el Gobierno de Tasmania cerró el Hospital Regional del Noroeste y Norte West Hospital Privado para la desinfección, y poner todo el personal de más de 1000 personas y sus familias en cuarentena. 
El 15 de abril, un hombre de Australia Occidental se convirtió en la primera persona en Australia en ser detenida por violar el aislamiento obligatorio. 
El 30 de abril de 2020, el Territorio de la Capital Australiana se convirtió en la primera jurisdicción en declararse libre de todos los casos confirmados de COVID-19. Sin embargo, el 4 de mayo hubo un nuevo caso, una joven que adquirió el virus en el extranjero. El 10 de mayo, el Territorio volvió a estar libre de casos activos de COVID-19. 

### Mayo 2020
El 2 de mayo se anunciaron 8 casos debido a un brote en Victoria en la carnicería Cedar Meats. Para el 8 de mayo, el grupo de casos vinculados a Cedar Meats en Victoria era de 71, compuesto por al menos 57 trabajadores y 13 contactos cercanos, incluyendo una enfermera, un trabajador de cuidado de ancianos y un estudiante de secundaria. El número había aumentado a 75 el 9 de mayo, 88 el 13 de mayo, y 90 el 14 de mayo. 
El 9 de mayo, se anunciaron dos casos victorianos relacionados con McDonald's Fawkner. Para el 18 de mayo, esto había aumentado a 12 casos, y ese día se reveló que un delivery había dado positivo, lo que provocó el cierre de 12 ubicaciones más de McDonald's: Melton East, Laverton North, Yallambie, Taylors Lakes, Campbellfield, Sunbury, Hoppers Crossing, Riverdale Village, Sandown, Calder Highway Northbound / Outbound, Calder Highway Southbound / Inbound y BP Rockbank Service Center Outbound. 
En Nueva Gales del Sur, a partir del viernes 15 de mayo, se redujeron algunas restricciones a las reuniones públicas. Los cafés y restaurantes independientes, y los que se encuentran dentro de los pubs y clubes, podrán reabrirse con limitaciones, después de estar limitados a solo delivery desde marzo. Los bares y las áreas de juego permanecerán cerrados. Se permitió un máximo de 10 personas en restaurantes y cafeterías, siguiendo las reglas de distanciamiento social. Se permitieron reuniones al aire libre de hasta 10 personas, también se permitieron hasta 10 invitados en las bodas. Los funerales podían tener hasta 20 personas en el interior y 30 en el exterior, y las reuniones religiosas en interiores, como iglesias, permitieron hasta 10 personas.
El 15 de mayo, Australia Meridional se convirtió en la segunda jurisdicción, después del Territorio de la Capital Australiana, en estar libre de casos activos, sin embargo, el 26 de mayo, una mujer que regresó del extranjero dio positivo para COVID-19. Este fue el primer caso nuevo en 19 días para el estado. El 4 de junio, se anunció que la mujer se había recuperado y que el estado estaba libre de casos activos una vez más. 
El 17 de mayo, Victoria anunció que dos sitios comerciales más habían sido cerrados debido a un caso sospechoso en cada uno. Domino's Pizza en Fairfield cerró durante dos semanas, y el fabricante de colchones The Comfort Group en Deer Park cerró desde el viernes 15 de mayo hasta al miércoles 20 de mayo.
El 19 de mayo, en Nueva Gales del Sur, otro residente del hogar de ancianos Newmarch House falleció por COVID-19. Esto llevó al número de muertes relacionadas con COVID-19 en el hogar de ancianos a 19 y el número nacional de muertes a 100. 
El 21 de mayo, el Territorio del Norte anunció que no quedaban más casos activos de COVID-19 en la jurisdicción.
El 25 de mayo, un oficial de turno nocturno en uno de los hoteles de cuarentena de Melbourne informó que tenía fiebre y dio positivo el 26 de mayo. 5 guardias de seguridad contratados por Unified Security también dieron positivo, al igual que algunos miembros de sus familias. El director de salud de Victoria indicó que "una proporción muy significativa de [la segunda ola de] casos en Victoria estaban relacionados con la cuarentena de hoteles". 

### Junio de 2020
El 6 de junio, tanto Nueva Gales del Sur como Victoria no notificaron casos nuevos durante las 24 horas anteriores, y solo Queensland y Australia Occidental notificaron un caso nuevo cada una, el total nacional más bajo desde febrero. Australia Occidental también anunció dos casos antiguos. Sin embargo, el nuevo caso en Queensland estaba relacionado con el grupo Rydges on Swanston en Melbourne cuando un hombre que viajó de Melbourne a Brisbane en el vuelo VA313 de Virgin el 1 de junio dio positivo. 
El 7 de junio, un hombre que viajaba desde el extranjero al Territorio de la Capital Australiana fue diagnosticado con coronavirus. Este fue el primer caso nuevo de COVID-19 en el Territorio en más de un mes, y el último caso notificado fue el 4 de mayo.  Para el 17 de junio, este caso se había recuperado y ya no había más casos activos en el Territorio una vez más. 
El 12 de junio, ya no había ningún caso activo en Tasmania. 
El 20 de junio, el gobierno de Victoria anunció que se reafirmaron las restricciones a las reuniones familiares tras un aumento en los casos de transmisión comunitaria durante la semana anterior, que se informó que fue causado principalmente por la transmisión de familia a familia en grandes reuniones familiares. A partir del 22 de junio, los hogares pueden volver a tener sólo cinco visitantes; y se aplazó la mayor parte de la flexibilización de las restricciones que iban a tener lugar. El mismo día en que se reafirmaron las restricciones en Victoria, el gobierno de Australia Occidental anunció que el estado pasaría a la "Fase 4" a partir del 27 de junio, lo que permitiría algunas de las restricciones más relajadas del país. Las restricciones enumeradas incluyeron una reducción de la regla de los cuatro metros cuadrados para lugares cerrados a dos metros cuadrados, así como la asignación de límites de capacidad del 50% para lugares grandes como el Optus Stadium, que tiene capacidad para 60,000 visitantes a plena capacidad. 
El 30 de junio, el gobierno de Victoria reforzó los cierres locales en 10 códigos postales diferentes de Melbourne. Los residentes en estos códigos postales deberán cumplir con las cuatro razones aceptables para dejar sus casas: comprar lo esencial; para necesidades médicas o compasivas; ejercicio de conformidad con la restricción de reunión pública de dos personas; y con fines laborales o educativos. 

### Julio de 2020
El 2 de julio, el primer ministro de Victoria, Daniel Andrews, anunció el "Programa de investigación judicial sobre cuarentena hotelera". Esto sigue a algunos casos de coronavirus en Victoria vinculados por secuenciación de ADN a una brecha en el control de infecciones de cuarentena del hotel. La Investigación "... examinará el funcionamiento del programa de cuarentena hotelera de Victoria para los viajeros que regresan". Estará presidido por la juez jubilada Jennifer Coate y está previsto que entregue su informe al gobernador antes del 25 de septiembre.  Andrews señaló que "está muy claro que lo que ha sucedido aquí es completamente inaceptable y necesitamos saber exactamente qué ha sucedido". 
El 4 de julio, el Gobierno de Victoria anunció dos códigos postales adicionales afectados por el bloqueo hasta el 29 de julio de 2020. Además, se añadieron nueve torres de viviendas públicas que albergan a 3000 residentes, con la condición adicional de que los residentes no pueden abandonar la torre bajo ninguna circunstancia durante cinco días, con posibilidad de ampliación a 14 días.
Desde el 5 de julio, a petición del gobierno de Nueva Gales del Sur, el gobierno federal introdujo restricciones sobre el número de pasajeros que llegan al aeropuerto de Sídney. Se estableció un máximo de 50 pasajeros por vuelo y 450 llegadas internacionales por día. 
El 6 de julio, los gobiernos de Victoria y Nueva Gales del Sur anunciaron que su frontera interestatal se cerraría a principios del 8 de julio. 
El 7 de julio, después de registrar 191 casos nuevos, Andrews anunció que la zona metropolitana de Melbourne y Mitchell Shire volverían a entrar en el encierro durante un mínimo de seis semanas a partir de las 12 de la mañana del 9 de julio. 
El 11 de julio, el gobierno de Nueva Gales del Sur anunció que a partir del 18 de julio se cobraría la cuarentena obligatoria del hotel, que antes era gratuita para las llegadas internacionales. No se cobrará a quienes ya estén en cuarentena, ni a quienes compraron vuelos y tenían una fecha de llegada internacional confirmada antes de las 11:59 p. m. del 12 de julio de 2020 AEST. 
El 14 de julio, debido al aumento de casos nuevos, el gobierno de Nueva Gales del Sur anunció medidas preventivas más estrictas e introdujo nuevos requisitos para los bares. A partir del 17 de julio, las nuevas reglas incluyen asientos por mesa reducidos de 20 a 10 y un número máximo de 300 personas en cualquier lugar. 
El 18 de julio se anunció que se había cancelado una sesión del Parlamento Federal, prevista para las dos primeras semanas de agosto. El consejo médico dijo que había un "riesgo significativo" si los miembros regresaran a Canberra desde toda Australia. Está previsto que el Parlamento regrese el 24 de agosto. 
El 19 de julio en Victoria, Andrews anunció que "cubrirse la cara" sería obligatorio en Melbourne metropolitana y Mitchell Shire cuando los residentes abandonen su hogar. La aplicación comenzará después de las 11:59 p. m. del miércoles 22 de julio para dar tiempo a adquirir una cubierta facial. Se aplicará una multa de 200 dólares australianos a quienes no cumplan, aunque existen algunas exenciones.  Además, el estado de emergencia en Victoria se extendió hasta las 11:59 p. m. del 16 de agosto de 2020.  (Ver el 19 de julio en la sección victoriana para más detalles).
El 20 de julio, el número de llegadas diarias al extranjero permitidas en el aeropuerto de Sídney se redujo de 450 (desde el 5 de julio) a 350. 
También el 20 de julio, se anunció que el Complemento de Coronavirus y el subsidio de JobKeeper se extenderían, pero en forma alterada a una tasa menor, más allá del 24 de septiembre. 
A partir del 22 de julio en Victoria, anunciado el 19 de julio, las visitas en los entornos de atención de la salud / atención de la tercera edad estarán restringidas solo a los cuidadores y un límite de una hora por día. 
A fines de julio, el empresario multimillonario Clive Palmer afirmó que el cierre de las fronteras por parte del gobierno de Australia Occidental era inconstitucional y lanzó un recurso legal en la Corte Federal . En respuesta, el primer ministro de Australia Occidental, Mark McGowan, calificó a Palmer de enemigo del estado .  Palmer también afirmó que el cierre de la frontera "destruiría la vida de cientos de miles de personas durante décadas" y comparó el número de muertos por COVID-19 con el de accidentes de tráfico y la influenza .

### Agosto de 2020
El 2 de agosto se declaró estado de desastre en Victoria a partir de las 6 de la tarde de ese día, con la imposición de mayores restricciones que durarán al menos las próximas seis semanas; Melbourne metropolitana pasó a las restricciones de la etapa 4 y Victoria regional a las restricciones de la etapa 3.  El aumento de las restricciones incluyó un toque de queda en Melbourne de las 8 p. m. a las 5 a. m. comenzando inmediatamente,  mientras que otros cambios que entraron en vigor el 8 de agosto fueron que la producción de mataderos se redujo en un tercio y la producción de aves de corral en un quinto reducción del número de trabajadores. Los principales supermercados reintrodujeron límites a las compras de carne. 
Scott Morrison retiró el apoyo a la impugnación legal de Clive Palmer a las restricciones de entrada a la frontera de WA el 2 de agosto después de recibir una reacción pública contra su postura de apoyo anteriormente. Mark McGowan elogió a la Commonwealth por su retirada e indicó que el gobierno de Australia Occidental continuará luchando contra el caso. Instó a Palmer a retirarse. 
El 7 de agosto, una flexibilización de las restricciones internas de WA se aplazó hasta al menos el 29 de agosto debido al brote de Victoria.

### Septiembre de 2020
El 6 de septiembre, el Gobierno de Victoria publicó su hoja de ruta de cinco pasos para la reapertura, que detallaba las condiciones que debían cumplirse para facilitar la relajación gradual de las restricciones de Victoria. El 13 de septiembre, Melbourne pasó de la Etapa Cuatro al Primer Paso de la hoja de ruta para la reapertura, lo que permitió restricciones ligeramente reducidas; Dichos cambios incluyeron la implementación de burbujas sociales que permitieron a las personas que viven solas o padres solteros tener otra persona en su hogar, la reapertura de áreas de juego y equipos de gimnasia al aire libre, bibliotecas que se pueden abrir para hacer clic y recolectar sin contacto, así como una reducción del toque de queda por una hora. El mismo día, la región de Victoria pasó de las restricciones de la Etapa Tres al Segundo Paso de la hoja de ruta, que permitió que hasta cinco personas pudieran reunirse en lugares públicos al aire libre de un máximo de dos hogares, la reapertura de piscinas al aire libre y parques infantiles, como además de permitir que los servicios religiosos se realicen al aire libre con un máximo de cinco personas, más un líder religioso.
El 27 de septiembre, con la caída de los casos en Melbourne, se aflojaron las restricciones en Melbourne: el toque de queda nocturno terminó al día siguiente, se permitió el ejercicio al aire libre con un entrenador personal, se aumentaron los límites de reunión pública (hasta 5 personas de una un máximo de 2 hogares podrían reunirse al aire libre para la interacción social) y la guardería se reabrió al día siguiente, y los programas de jardín de infancia regresaron a partir del 5 de octubre. Además, los estudiantes de la escuela primaria, los estudiantes de las escuelas especiales y los estudiantes de los años 10 a 12 que realizan VCE/VCAL regresarían a la escuela el 12 de octubre. El primer ministro victoriano, Daniel Andrews, anunció que las restricciones al coronavirus debían levantarse más rápido, a tiempo para una "Navidad normal de Covid".

### Noviembre de 2020
El 1 de noviembre de 2020, Australia registró cero casos de transmisión comunitaria en todo el país por primera vez desde el 9 de junio de 2020. El 16 de noviembre, Australia del Sur reintrodujo "una serie de restricciones importantes" después de un brote de coronavirus en los suburbios del norte de Adelaida. El 21 de noviembre, Australia del Sur puso fin a su bloqueo después de que se descubriera que el paciente que se creía que había propagado el virus no había entrado en contacto con muchas personas y había mentido a los funcionarios de salud. El primer ministro de Australia del Sur, Steven Marshall, dijo que el gobierno "observará con mucho cuidado las consecuencias que habrá", aunque el comisionado de policía de Australia del Sur, Grant Stevens, dijo que el hombre probablemente no enfrentaría cargos ya que "no había ninguna sanción asociada con contar mentiras."  El 24 de noviembre, Victoria no registró casos activos en el estado por primera vez desde el 29 de febrero. Esta fue también la primera vez desde el 21 de febrero en que no hubo casos de COVID-19 en hospitales victorianos.  El 27 de noviembre, Victoria registró 28 días consecutivos sin registrar nuevas infecciones o muertes por COVID-19; 28 días se considera el punto de referencia para eliminar COVID-19 de la comunidad.

### 2022-presente
El aumento de fallecimientos en Australia en 2022 fue falsamente atribuido en redes sociales a los efectos secundarios de las vacunas del COVID-19. Dicho aumento fue, en realidad, causado por la propia pandemia del COVID-19 tras eliminarse las restricciones fronterizas y de viaje.
El gobierno declaró «finalizada» la respuesta de emergencia en septiembre de 2022 y eliminó todas las restricciones, incluido el requisito de aislamiento si uno estaba infectado, a partir del 14 de octubre de 2022. El 20 de octubre de 2023, el Director Médico de Australia (CMO) Paul Kelly declaró que el COVID-19 ya no era un Incidente de Enfermedad Contagiosa de Importancia Nacional (CDINS) y puso fin a toda la respuesta y coordinación de emergencia nacional, trasladando la gestión del COVID-19 a un marco más general de enfermedades infecciosas.

## Impacto

### Económico
El 3 de marzo, el Banco de la Reserva de Australia se convirtió en el primer banco central en recortar las tasas de interés en respuesta al brote. Los tipos de interés oficiales se redujeron en un 0,25 por ciento a un mínimo histórico del 0,5 por ciento.
El 12 de marzo, el Partido Liberal anunció un paquete de estímulo previsto por 17.600 millones de dólares australianos. El paquete consta de varias partes: un pago único a jubilados, beneficiarios de la seguridad social, veteranos y otros beneficiarios de apoyo a los ingresos y titulares de tarjetas de concesión elegibles, pagos de A $ 2,000 a A $ 25,000 a las pequeñas empresas afectadas, un aumento del umbral para el Programa de cancelación instantánea de activos, concesiones fiscales para inversiones, una subvención salarial del 50 por ciento para las pequeñas empresas para 120.000 aprendices y aprendices y 1.000 millones de dólares australianos en subvenciones para las industrias muy afectadas..
El 19 de marzo, el Banco de la Reserva volvió a reducir los tipos de interés en otro 0,25 por ciento, del 0,5 por ciento al 0,25 por ciento, el más bajo de la historia de Australia.
En marzo de 2020, la Oficina de Estadísticas de Australia comenzó a publicar una serie de productos estadísticos adicionales para evaluar los impactos económicos del brote en la economía australiana. Los datos sobre la facturación del comercio minorista indicaron un aumento del 0,4% en la facturación en febrero de 2020.Los efectos negativos en algunas áreas del sector minorista (en particular, las empresas dependientes del turismo) se compensaron con un aumento en la facturación minorista de alimentos, y los supermercados mostraron un gran aumento en las ventas, derivado principalmente en las compras de pánico.
El 30 de marzo, el Gobierno de Australia anunció un pago de JobKeeper por valor de 130.000 millones de dólares durante seis meses. El pago de JobKeeper proporciona a las empresas hasta $ 1,500 por quincena por empleado a tiempo completo o parcial, o empleado ocasional que haya trabajado para ese negocio durante más de un año. Para ser elegible, una empresa con un ingreso anual de menos de 1.000 millones de dólares australianos debe haber perdido un 30% de facturación desde el 1 de marzo, o el 50% para empresas de más de 1.000 millones de dólares australianos. El pago total hecho a las empresas por un empleado debe entonces, por ley, pagarse a ese empleado en lugar del pago normal. Esta respuesta se produjo después de las enormes pérdidas de puestos de trabajo observadas apenas una semana antes, cuando se estima que 1 millón de australianos perdieron sus trabajos. El programa se retrocedió hasta el 1 de marzo con el objetivo de volver a emplear a muchas personas que habían perdido su empleo en las semanas anteriores. En la primera hora del plan, más de 8.000 empresas se registraron para recibir los pagos. El programa es uno de los paquetes económicos más importantes jamás implementados en la historia moderna de Australia. 
El 22 de mayo de 2020, la Tesorería y la Oficina de Impuestos de Australia anunció que se había producido un error de cálculo de 60.000 millones de dólares australianos en el costo planificado del programa JobKeeper. Al culpar a 1.000 empresas por cometer "errores importantes" en el formulario de solicitud, el gobierno australiano reveló que había presupuestado demasiado el programa y que se pronosticaba que costaría 70.000 millones de dólares australianos, no 130.000 millones de dólares australianos. El Tesoro también anunció que su pronóstico original de 6,5 millones de receptores era inexacto y se acercaba a los 3,5 millones. El primer ministro Scott Morrison celebró el ahorro, mientras que la oposición anunció una investigación parlamentaria en un intento de obligar al tesorero Josh Frydenberg a explicar la sobreestimación.
En julio de 2020, el ministro de Finanzas de Australia, Mathias Cormann, en su entrevista con la CNBC, prometió que se espera que el déficit presupuestario del gobierno aumente a 85.800 millones de dólares australianos en el año fiscal que finalizó el 30 de junio y se amplíe aún más a $ 184.500 millones en el nuevo año fiscal.

### Arte
Antes de la crisis, 600.000 australianos estaban empleados en las artes, una industria que sumó alrededor de 3.200 millones de dólares australianos a los ingresos por exportaciones. La tasa de empleo en el sector creció a un ritmo más rápido que el del resto de la economía. Según cifras del Gobierno, "la actividad cultural y creativa contribuyó a la economía de Australia en 112.000 millones de dólares australianos (6,4 por ciento del PIB) en 2016-17".
A partir de la segunda semana de marzo de 2020, las instituciones australianas comenzaron a anunciar servicios reducidos y luego cierres completos. Una de las primeras víctimas fue el Festival Internacional de Comedia de Melbourne, y los organizadores anunciaron el 13 de marzo de 2020 que el festival de 2020 se había cancelado por completo. Opera Australia anunció que cerraría el 15 de marzo. El 24 de marzo se ordenó el cierre nacional de todas las instituciones culturales, con las consiguientes restricciones a las reuniones públicas. En consecuencia, también se cancelaron muchos eventos culturales, incluido el Festival de Escritores de Sídney. Según la Oficina de Estadística de Australia, a principios de abril, los "servicios de arte y recreación" eran el sector de la economía nacional con la proporción más pequeña de su negocio todavía en funcionamiento, con un 47 por ciento. Un gráfico en Guardian Australia que muestra las empresas por sector que dejaron de cotizar entre junio de 2019 y el 30 de marzo de 2020 muestra más del 50% de los servicios de arte y recreación, el más afectado de cualquier sector (los medios de información y las telecomunicaciones son los siguientes, con aproximadamente un 34%). Adrian Collette, director ejecutivo del Australia Council for the Arts, el organismo de asesoramiento y financiación de las artes del gobierno, describió el impacto en los sectores cultural y creativo como "catastrófico".
La industria cinematográfica australiana se ha visto gravemente afectada, con al menos 60 rodajes interrumpidos y unas 20.000 personas sin trabajo. El lunes 23 de marzo se aplazaron todas las producciones financiadas por Screen Australia. Al 15 de abril de 2020, después de algunas mejoras en las estadísticas de COVID-19 en Australia, Screen Australia sigue financiando trabajos y procesando solicitudes, con la intención de utilizar todo su presupuesto para 2019/20. Las organizaciones de la industria cinematográfica, como Screen Producers Australia (SPA) y Media, Entertainment & Arts Alliance (MEAA), han estado presionando al gobierno para obtener un paquete de apoyo específico para la industria de la pantalla y ampliar los requisitos de JobKeeper para que los de la industria de la pantalla están mejor cubiertos. Muchos en la industria cinematográfica están empleados por vehículos para fines especiales, empresas temporales que cesan su actividad una vez finalizada la producción, lo que no puede demostrar fácilmente que su volumen de negocios haya disminuido en un 30 por ciento o más. SPA dijo que el cierre de la industria había costado más de 500 millones de dólares australianos, con unos 20 millones de dólares australianos de ingresos por exportaciones perdidos.

### Deportes
Las principales ligas deportivas (A-League, AFL, AFL Women's y National Rugby League) inicialmente declararon que sus temporadas no se suspenderían, sino que continuarían a puerta cerrada, y algunos juegos se jugarían en esas condiciones. Sin embargo, todas las ligas serían posteriormente suspendidas.
Atletismo
El Stawell Gift 2020 se ha pospuesto para finales de año.
Futbol
La temporada de la AFL se redujo inicialmente a un máximo de 17 partidos, y se espera que los clubes reciban al menos un 10% de los ingresos por problemas relacionados con el coronavirus. Sin embargo, el 22 de marzo, justo antes del final de la ronda 1 de la temporada 2020, el CEO de AFL, Gillon McLachlan, anunció que la temporada de la AFL se suspendería hasta al menos el 31 de mayo, citando el cierre de las fronteras estatales como la causa principal de esta decisión. La temporada de la AFL se reinició el 11 de junio, y la Gran Final está prevista para el 24 de octubre y tendrá lugar en Brisbane, Queensland, la primera Gran Final que se celebrará fuera de Victoria. La temporada 2020 de la AFL Femenina se canceló a mitad de la serie final, sin que ningún equipo haya recibido el primer puesto.
Cricket
Los dos internacionales de un día restantes entre Australia y Nueva Zelanda se cancelaron después de que el primer partido se jugó a puerta cerrada. Cricket Australia también canceló la gira del equipo de críquet femenino australiano por Sudáfrica debido al virus.
Deportes de motor
El primer evento deportivo en Australia que se vio afectado fue el Gran Premio de Australia de 2020, que se canceló el 13 de marzo después de que McLaren se retirara cuando un miembro del equipo dio positivo por COVID-19. Esto también se aplicó en las carreras de apoyo que incluyeron el Melbourne 400 2020, que fue la segunda ronda del Campeonato de Supercoches 2020 que se canceló. 
Liga de Rugby
Tras la aplicación de las restricciones de viaje por Nueva Zelanda, la Comisión de la Liga Australiana de Rugby (ARLC) anunció que los Guerreros de Nueva Zelanda se basarían en Australia en el futuro previsible. La temporada 2020 se suspendió indefinidamente el 23 de marzo. El presidente de la ARLC, Peter V'landys, solicitó un rescate gubernamental para la Liga Nacional de Rugby, solicitud que fue rechazada y provocó una considerable reacción negativa.
El 22 de abril, la NRL anunció que planearían que la temporada se reiniciara el 28 de mayo, con el inicio de los entrenamientos el 4 de mayo, y ha planeado 18 rondas (dando una temporada de 20 rondas) y una serie State of Origin , con la Gran Final reprogramada para el 25 de octubre.
La temporada de la NRL se reanudó el 28 de mayo con un partido de la tercera ronda disputado en Brisbane entre los Brisbane Broncos y Parramatta Eels. El partido se jugó a puerta cerrada sin público, aunque las emisoras (Channel 9 y Foxsports) utilizaron un ruido de público falso durante la transmisión. El partido de vuelta obtuvo una alta calificación en la televisión, ya que fue el primer partido televisivo de un deporte de equipo en Australia durante 8 semanas.
Sindicato de rugby
La temporada de Super Rugby 2020 se suspendió tras la conclusión del juego el 15 de marzo, debido al brote y la imposición de cuarentena obligatoria para los viajeros internacionales a Nueva Zelanda.
Fútbol
La A-League anunció inicialmente una continuación de la liga con el Wellington Phoenix con sede en Australia; sin embargo, el 24 de marzo, suspendió los partidos restantes.

### Salud
Gripe
En 2020, debido a las restricciones de viajes internacionales, el distanciamiento social y los confinamientos por la pandemia de COVID-19, la tasa de gripe en Australia y las muertes por esta enfermedad alcanzaron mínimos históricos. A mediados de junio de 2021, se decía que la gripe era casi inexistente. En mayo de 2019, se registraron más de 30.000 casos; en mayo de 2021, solo 71. El profesor Ian Barr, del Instituto Peter Doherty, comentó que la gripe estaba "o erradicada, o se encuentra en niveles tan bajos que nos cuesta detectarla". El año 2019 en Australia fue particularmente grave, con 800 muertes por gripe, menos de 40 en 2020, y ninguna muerte reportada hasta junio de 2021.
En un comunicado de marzo de 2022, la ATAGI señaló que prevé un repunte de la gripe para la temporada de gripe de 2022 debido a la apertura de fronteras.
Controles de salud
El 4 de febrero de 2021, Día Mundial contra el Cáncer, la organización gubernamental Cancer Australia informó que, entre enero y septiembre de 2020, se realizaron casi 150.000 pruebas diagnósticas de cáncer menos que en el mismo período de 2019.
En agosto de 2021, BreastScreen NSW canceló las citas para la detección del cáncer de mama debido al confinamiento en Sídney, que comenzó a finales de junio. Algunas enfermeras fueron reasignadas a la respuesta a la pandemia, lo que provocó el cierre de algunas clínicas de detección y clínicas móviles.

### Protestas
A lo largo de 2020 y 2021, se llevaron a cabo varias protestas contra las restricciones de confinamiento por la COVID-19 en varias capitales estatales, incluidas Adelaida, Brisbane, Melbourne, Perth y Sídney. Además, en febrero de 2021 se llevaron a cabo protestas contra el programa nacional de vacunación del Gobierno Federal. La policía respondió a estas protestas arrestando a los manifestantes y emitiendo multas.

### Turismo
Un modelo económico elaborado en mayo de 2020 por Tourism Research Australia predijo que el valor de la industria turística nacional caería de 138 000 millones de dólares australianos a 83 000 millones de dólares.

## Relajación de restricciones

### Transporte
El 2 de octubre, el primer ministro Morrison anunció que el Gobierno de Australia había formalizado un acuerdo que permitía a los neozelandeses "viajar de ida y sin cuarentena" a Nueva Gales del Sur y el Territorio del Norte a partir del 16 de octubre como parte de las medidas iniciales para establecer una "burbuja de viajes" "entre los dos países. Sin embargo, la Primera Ministra de Nueva Zelanda, Jacinda Ardern, ha descartado la extensión recíproca de "viajes libres de cuarentena" para los australianos con el fin de contener la propagación del COVID-19 en Nueva Zelanda.
El 17 de octubre, Stuff informó que 17 neozelandeses que habían entrado en Nueva Gales del Sur viajaron a Melbourne a pesar de que Victoria no era parte del acuerdo de la burbuja de viajes con Nueva Zelanda. El Departamento de Salud y Servicios Humanos de Victoria confirmó la llegada del grupo, pero declaró que no tenía autoridad para detenerlos . En respuesta, el primer ministro de Victoria, Daniel Andrews, amenazó con cerrar las fronteras de su estado a menos que el gobierno federal australiano impidiera que los viajeros que usaban la burbuja Trans-Tasman viajaran a Victoria. El gobierno federal no está de acuerdo con la postura del gobierno de Victoria. Además, la premier de Nueva Gales del Sur, Gladys Berejiklian, anunció que su gobierno no impediría que los pasajeros de Nueva Zelanda viajen a Victoria.

## Aplicación de geolocalización
A finales de agosto de 2021, el estado de Australia Meridional lanzó una aplicación con software de reconocimiento facial que los australianos sujetos a cuarentenas obligatorias de 14 días podían usar en lugar de permanecer en cuarentena en un hotel bajo vigilancia policial. La aplicación solicitaba aleatoriamente a los usuarios que se tomaran una foto de su rostro y enviaran datos de geolocalización dentro de los 15 minutos posteriores a la solicitud para demostrar al gobierno de Australia Meridional que se encontraban en una ubicación autorizada. Los usuarios que se nieguen a cumplir o no respondan a una solicitud dentro de los 15 minutos serán controlados por la policía local y podrían estar sujetos a multas.

## Demanda de investigación
El 19 de abril, Australia cuestionó la forma en que China manejó la pandemia, cuestionó la transparencia de sus divulgaciones y exigió una investigación internacional sobre los orígenes del virus y su propagación. El embajador chino Cheng Jingye, en una rara violación del protocolo diplomático, filtró detalles de su conversación telefónica con Frances Adamson, secretaria del Departamento de Relaciones Exteriores y Comercio, en el sitio web de la embajada. Advirtió que la solicitud de una investigación podría dar lugar a un boicot de los consumidores a los estudiantes y turistas que visitan Australia y afectar las ventas de las principales exportaciones. Se produjo una disputa comercial relacionada con el dumping de carne de vacuno y cebada mal etiquetados, que afectó gravemente a las exportaciones australiana. El 26 de agosto, el embajador adjunto de China en Australia, Wang Xining, expresó que la propuesta conjunta de Australia de una investigación independiente sobre las causas de la pandemia "hiere los sentimientos del pueblo chino" durante su discurso ante el Club Nacional de Prensa de Australia.

## Estadísticas

### Casos por estados y territorios
| Victoria                             | 6 359 000  | 1 896 495 | 3417 |
| Nueva Gales del Sur                  | 7 544 000  | 2 581 518 | 3170 |
| Queensland                           | 5 071 000  | 1 174 627 | 1051 |
| Australia Occidental                 | 2 589 000  | 735 834   | 254  |
| Australia Meridional                 | 1 677 000  | 515 349   | 443  |
| Tasmania                             | 515 000    | 164 429   | 74   |
| Territorio de la Capital Australiana | 396 857    | 131 938   | 63   |
| Territorio del Norte                 | 245 562    | 71 867    | 49   |
| Australia                            | 24 397 419 | 7 272 057 | 8521 |